# 宋甲武
宋甲武（1954年5月—），男性，汉族，湖南省永州市冷水滩区黄阳司镇人，中共党员，中华人民共和国政治人物。

## 生平
宋甲武于1970年3月进入湖南省郴州镇（今郴州市北湖區）电机厂参加工作，1971年10月步入政坛，先后担任郴州镇革委会教育组、农业组、中共郴州地委办干事，1983年9月，先后出任中国共青团郴州地委副书记、书记，郴州地区行政公署办公室主任。
1990年3月，宋甲武出任中共郴州市（县级市）党委副书记、市长:138。1994年9月，升任中共郴州地委委员，郴州市（县级市）党委书记，并兼任同市市长，在此期间，因对在地教育发展做出贡献，宋氏于1994年12月获中共湖南省委、省人民政府表彰为湖南省“教育功臣”。郴州地区撤地建市后，他出任新成立的郴州市人民政府副市长。2002年6月，升任中共郴州市委副书记。
2007年1月，宋甲武来到长沙，出任中共湖南省委政法委副书记，后成为该委常务副书记。
2013年1月，当选为湖南省人大常委会委员、内务司法委员会副主任委员，2017年9月离任。

## 引用

### 註解
1. ↑  一称郴州市人[1]